# Yusidey Silié
Yusidey Silié Frómeta est une joueuse de volley-ball cubaine née le 11 novembre 1984 à La Havane. Elle mesure 1,83 m et joue au poste d'attaquante. Elle totalise 52 sélections en équipe de Cuba.

## Clubs
| Club                | De        | À         |
| ------------------- | --------- | --------- |
| Ciudad de la Habana |           | 2010-2011 |
| Azəryol VK          | 2013-2014 | 2013-2014 |
| Proton Balakovo     | 2014-2015 | 2014-2015 |
| Sarıyer Belediyesi  | jan 2015  | 2015-2016 |
| Bolu Belediye       | 2016-2017 | …         |

## Palmarès
- Grand Prix Mondial
  - Finaliste : 2008.
- Coupe panaméricaine
  - Vainqueur : 2007.
- Jeux Panaméricains
  - Vainqueur : 2007.
  - Finaliste : 2011.
- Championnat d'Amérique du Nord
  - Vainqueur : 2007.